# سم لانسکی
سم لانسکی (انگلیسی: Sam Lansky؛ زادهٔ ۲۳ سپتامبر ۱۹۸۸) روزنامه‌نگار، مؤلف و سردبیر آمریکایی است. او برای مجله‌های تایم، نیویورک، آتلانتیک، اسکوایر و اوت کار کرده‌است.
پس از طلاق والدینش، او با پدرش در منهتن زندگی کرد و به مدرسه دوایت رفت. او از اوایل نوجوانی شروع به مصرف مواد کرد. او در ۱۷ سالگی به زور وارد یک دوره توان‌بخشی شد و در ۱۹ سالگی هوشیار گردید.
نخستین رمان لانسکی، مردم معیوب، در سال ۲۰۲۰ به چاپ رسید. او در سال ۲۰۲۳ سایه‌نویس کتاب خاطرات بریتنی اسپیرز، زن درونم، بود و با تیلور سوئیفت به‌عنوان شخص سال مجلهٔ تایم مصاحبه کرد.